# عشق‌های خنده‌دار
عشق‌های خنده‌دار (به چکی: Směšné lásky) مجموعه هفت داستان کوتاه از میلان کوندرا نویسنده چک - فرانسوی است. این داستان‌ها به صورت یک کتاب در ۱۹۶۹ منتشر شد.
عناوین داستان‌ها چنین است:
- هیچ‌کس نخواهد خندید
- سیب طلایی میل ابدی
- بازی اتواستپ
- سمپوزیوم
- بگذار مرده‌های پیر برای مرده‌های جوان جا بازکنند.
- دکتر هاول بعد از بیست سال
- ادوارد و خدا